# Poder calorífico
O poder calorífico é a quantidade de energia por unidade de massa (ou de volume, no caso dos gases) liberada na oxidação de um determinado combustível.

## Classificação
Existem duas formas de considerar o poder calorífico: poder calorífico superior (P.C.S.) e poder calorífico inferior (P.C.I.).

### Poder calorífico superior (P.C.S.)
O P.C.S. é dado pela soma da energia liberada na forma de calor e a energia gasta na vaporização da água que se forma numa reação de oxidação.

### Poder calorífico inferior (P.C.I.)
O P.C.I. é dado apenas pelo primeiro termo, isto é, a energia liberada na forma de calor.
Para combustíveis que não contenham hidrogênio na sua composição, o valor de P.C.S. é igual ao do P.C.I., porque não há a formação de água e consequentemente não há energia gasta na sua vaporização.
Assim, o P.C.S. é sempre maior ou igual ao P.C.I., pois o P.C.S. aproveita a entalpia de condensação da água.
O valor de aquecimento ou de poder calorífico de uma substância, geralmente um combustível ou alimentos (ver a energia do alimento), é a quantidade de calor liberado durante a combustão de um determinado montante do mesmo. O valor calórico é uma característica para cada substância. É medido em unidades de energia por unidade de substância, geralmente massa, tais como: kcal/kg, kJ/kg, J/mol, Btu/m³. Aquecimento valor é normalmente determinado pelo uso de um calorímetro.
O calor de combustão de combustíveis é expressa como o HHV, PCI, ou GHV:
A quantidade conhecida como valor maior aquecimento (HHV) (ou o valor calorífico bruto ou bruto de energia de aquecimento ou de valor superior) é determinada por trazer todos os produtos da combustão de volta ao original pré-temperatura de combustão e, em particular qualquer condensação do vapor produzido. Este é o mesmo que o calor termodinâmica da combustão uma vez que a variação de entalpia para a reação supõe uma temperatura comum de compostos, antes e depois da combustão, caso em que a água produzida pela combustão é líquida.
A quantidade conhecida como poder calorífico inferior (PCI) (ou o valor calorífico líquido) é determinado subtraindo o calor de vaporização do vapor de água a partir do valor mais elevado de aquecimento. Esta trata qualquer H2O formado como um vapor. A energia necessária para vaporizar a água, portanto, não é percebida como calor.
Valor bruto de aquecimento (ver AR) contas de água na região de escape que sai como vapor, e inclui a água líquida no combustível antes da combustão. Este valor é importante para os combustíveis como madeira ou carvão, que normalmente contêm uma certa quantidade de água antes da queima.
Um método comum de se relacionar HHV a PCI é:
HHV = PCI + hv x (nH2O, out / nfuel, in)
hv, onde é o calor de vaporização da água, nH2O, fora é o moles de água vaporizada e nfuel, em é o número de moles de combustível queimado [1].
A maioria dos aplicativos que queimam combustível produzem vapor de água que não é utilizado e, portanto, perder seu conteúdo de calor. Em tais aplicações, o valor calorífico inferior é a medida aplicável. Isto é particularmente relevante para o gás natural, cujo alto teor de hidrogênio produz muita água. O poder calorífico é relevante para o gás queimado em caldeiras de condensação e usinas de energia com a condensação dos gases de combustão que condensa o vapor de água produzida pela combustão, recuperar calor que seria desperdiçado.
Ambos HHV PCI e pode ser expresso em termos de AR (umidade todas contadas), MF e MAF (apenas água da combustão de hidrogênio). AR, MF e MAF são comumente usados para indicar os valores de aquecimento de carvão:
AR (foram recebidas) indica que o poder calorífico do combustível foi medido com toda a umidade e cinzas formando minerais presentes.
MF (umidade livre) ou seco indica que o poder calorífico do combustível foi medido após o combustível tenha sido seco de toda a umidade inerente, mas mantendo suas cinzas minerais formando.
MAF (Umidade e Cinzas Free) ou DAF (seco e isento de cinza) indica que o poder calorífico do combustível foi medido na ausência de umidade inerente minerais e cinzas se formando.

## Exemplos
Alguns exemplos de materiais e seus poderes caloríficos:
| Fonte                            | PCS (kcal/kg) | PCI (kcal/kg) |
| Gás Natural                      | 10.274        | 9.054         |
| Eucalipto (Eucaliptus urophylla) | 4.531         | -             |
| B. vulgaris vittata              | 4.750         | -             |
| B. tuldoides                     | 4.473         | -             |
|                                  |               |               |